# Une jeunesse française
Une jeunesse française est un récit biographique écrit par le journaliste et écrivain Pierre Péan, qui étudie la vie et les engagements successifs de François Mitterrand entre 1934 et 1947, paru en 1994. Il est le premier ouvrage qui étudie aussi précisément le parcours du futur président de la République pendant la Seconde Guerre mondiale.

## Présentation
Les deux photos que Pierre Péan a choisies pour illustrer la couverture de son livre sont représentatives par leur contraste même, de la complexité du personnage : la première montre le jeune Mitterrand reçu par le maréchal Pétain et la seconde le montre avec des moustaches et les cheveux tirés en arrière : le visage du résistant qui s'appelle alors Morland.
Son itinéraire tel que le décrit Pierre Péan est très complexe, atypique, sympathisant des Croix-de-feu, prisonnier de guerre, résistant puis assistant au premier Conseil des ministres à la Libération. Il est tout jeune alors et, déjà sous les ors de la république, un homme qui a des amitiés indéfectibles qu'on lui reprochera parfois, lors de l'affaire Bousquet par exemple, et qui tisse patiemment sa voie et son réseau de fidélités et d'amitiés.